# ヤスコウチナオヤ
ヤスコウチ ナオヤ（本名：安河内 直也。1986年5月3日 - ）は、吉本興業福岡支社（旧：よしもとクリエイティブ・エージェンシー福岡事務所）に所属する日本のお笑い芸人。福岡県・春日市出身。

## 来歴
2009年10月に福岡吉本に所属し、服部祐紀とコンビ「トリニティ」結成をするも、2013年2月解散に至る。その後はピン芸人として活動するが、2013年6月に元クッキーズの平川高志とコンビ「ヒラコウチ」を電撃的に結成。
ヒラコウチも2014年いっぱいで解散し、再びピンでの活動を経て2015年7月に元ハネマンのホンダマサユキと「クール&ビューティー」を結成し活動中していたが、2018年4月で解散。

## 芸風・エピソード
トリニティ、ヒラコウチ時代はボケ担当。クール＆ビューティーではツッコミを担当している。

## 人物
- 映画鑑賞が趣味でオカルトやホラーを好んで観る
- 大学時代から現在に至るまでずっと同じコンビニでバイトをしている